# An-Nàssir Dawud
Al-Màlik an-Nàssir Salah-ad-Din Dàwud ibn Issa (àrab: الملك الناصر صلاح الدين داود بن عيسى, al-Malik an-Nāṣir Ṣalāḥ ad-Dīn Dāwud ibn ʿĪsà) (Damasc, 1206 - al-Buwayda, 1259) fou un sultà aiúbida de Damasc, fill d'al-Muàddham ibn al-Àdil, a qui va succeir a la seva mort (1227) com a sultà a Damasc, amb el mameluc Izz-ad-Din Àybak com a regent.
Els seus oncles aviat el van inquietar. Inicialment al-Kàmil ibn al-Àdil (d'Egipte 1218-1238) va reclamar la fortalesa d'al-Shawbak que li fou refusada, i en resposta es va apoderar de Jerusalem, Nablus i altres places de Palestina (1228). Dàwud va demanar ajut a un altre oncle, al-Àixraf ibn al-Àdil que governava a Mesopotàmia (Diyar Bakr); aquest va anar a Damasc però en comptes de defensar a Dàwud es va entendre amb al-Kàmil per un repartiment: al-Kàmil es va quedar la Síria del sud amb Palestina; al-Àixraf es va quedar amb Damasc; i a an-Nàssir se li va deixar Haran i Raqqà. Dadwud va refusar acceptar aquesta partició i fou assetjat a Damasc (1229) per al-Àixraf. Mentre al-Kàmil va fer la pau amb l'emperador Frederic II del Sacre Imperi Romanogermànic i va anar a ajudar a al-Àixraf i al cap de tres mesos de setge, Damasc fou ocupada. (juny/juliol de 1229). Al-Àixraf fou llavors reconegut a Damasc sota l'alta sobirania d'al-Kàmil i Dàwud fou relegat a al-Karak (Palestina oriental) conservant la fortalesa d'al-Shawbak i algunes altres places.
Dàwud tot i el maltractament infringit, va restar lleial a al-Kàmil i el va ajudar contra altres prínceps aiúbides. El 1237 al-Kàmil va conquerir Damasc i va morir a l'any següent (març de 1238). Dàwud havia estat designat per governar Damasc però el fill d'a-Kàmil, al-Àdil II, fou reconegut com a successor a Egipte i Damasc, i va nomenar governador d'aquesta al seu cosí as-Màlik al-Jawad Yunus. Dàwud va voler fer valer els seus drets a Damasc però fou derrotat prop de Nablus i va haver de fugir cap a al-Karak.
El 1239 Yunus, que no se sentia segur amb al-Àdil II, va cedir Damasc al seu cosí al-Màlik as-Sàlih Ayyub, rebent a canvi Sinjar, Raqqà i Ana. Tant al-Àdil II com Dàwud van rebutjar aquest arranjament i es van aliar per atacar conjuntament a Ayyub, però com que an-Nàssir va exigir la cessió de Damasc en cas de victòria i as-Sàlih s'hi va negar, an-Nàssir va passar al servei d'al-Adil II esperant que aquest li donaria Damasc. Derrotat as-Sàlih Ayyub, es va refugiar amb Dàwud a al-Karak, que el va acollir després que ja havia tingut algunes diferències amb al-Adil. An-Nàssir va alliberar a as-Sàlih Ayyub (1240) a canvi d'unes promeses que després aquest va al·legar haver fet sota pressió. Per tots aquests afers i els que van seguir, vegeu As-Sàlih Ayyub.
El 1248 va designar com a successor al seu fill al-Muàddham Issa i va fugir a Alep on fou ben acollir per an-Nàssir Yússuf ibn al-Aziz (1236-1260). Va confiar les seves joies, molt valuoses, a la custòdia del califa, que li va fer un contracte de depòsit però mai els va retornar. El seu fill al-Muazzam Isa i un altre germà, van optar per cedir al-Karak a as-Sàlih Ayyub a canvi d'alguns feus a Egipte (1249). Al-Salih (que des de 1240 era sultà d'Egipte i des de 1245 de Damasc) va acceptar. Poc després an-Nàssir Yússuf ibn al-Aziz feia empresonar a Dàwud a Homs (octubre del 1250) però fou alliberat el 1253/1254 per intercessió del califa abbàssida.
Va voler anar a Bagdad però l'accés li fou prohibit i va viure un temps en condicions miserables a Ana i al-Haditha fins que es va poder refugiar a al-Anbar. Com que el califa no li va permetre anar a Bagdad tot i les supliques, va demanar permís per anar a Damasc que li fou concedit; allí va intentar recuperar la seva fortuna que havia estat confiscada, però sense èxit. Va viure llavors al desert fins que fou fet presoner per Musa al-Mughlib de Kerak i al-Shawbak (1249-1262). El califa pensant en utilitzar-lo en la lluita contra els mongols, el va reclamar i un emissari el va portar a Damasc però abans d'arribar es va saber la conquesta mongola de Bagdad (1258) i Dàwud fou abandonat; va arribar a al-Buwayda, prop de Damasc i va morir allí de la pesta el 21 de maig de 1259.